# Toppers in concert 2006
Toppers in concert 2006 is de titel van de concerten op 26, 27 en 28 mei 2006 van De Toppers en de gelijknamige cd en dvd.
In 2006 waren De Toppers weer in de ArenA voor de tweede ArenA-editie van Toppers.
Gastoptredens werden verzorgd door Luv', Boney M, Jim Bakkum, Floortje en Ellen.
Dit jaar werd Willy Alberti geëerd. De Toppers richtte de ode toe aan dochter Willeke Alberti en vrouw Ria Alberti. Het karakter van de vorige editie is behouden en ook het midden podium keert terug. De show duurt langer als vorige editie en met ongeveer 2,5 uur aan spektakel zijn de Toppers een begrip geworden.
Tijdens het opzetten van de concerten en tijdens het concert zelf werden de Toppers gevolgd door een cameraploeg voor het programma Toppers: De weg naar de ArenA dat uitgezonden werd door Talpa.

## Tracklist

### Cd & Dvd

#### Cd
1. Thunder In My Heart
2. Nederlandse Walsmedley
3. Feelin' Good
4. Wir Sind Die Holländer
5. Tom Jones Medley
6. I'm So Exited
7. Toppers 2006 Medley
8. Willy & Willeke Alberti Medley
9. I Am What I Am
10. Rondje Feest Medley
11. Songfestival Medley

#### Dvd 1
1. Ouverture
2. I just can't get enough
3. Thunder in my heart
4. Nederlandse walsmedley
5. Fellin' good
6. Earth, Wind & Fire medley
7. Wir sind die holländer
8. All by myself
9. Tom Jones medley
10. Luv' medley
11. Als je alles hebt gehad
12. Toppers 2006 medley

#### Dvd 2
1. Ouverture nightflight to venus
2. Boney M medley
3. Mac arthur park
4. Robbie Williams medley
5. Gordon medley
6. I am what i am
7. Willy & Willeke Alberti medley
8. I'm so exited
9. Bloed, zweet en tranen
10. Jim medley
11. Favourites disco medley
12. Rondje feest medley
13. Songfestival medley
14. TOEGIFT: Toppers 2005 medley

## Het concert

### Deel 1
1. Ouverture
2. I Just Can't Get Enough
3. Thunder In My Heart
4. Nederlandse Walsmedley: 
A. De clown 
B. Het kleine café aan de haven 
C. Malle babbe
5. Feeling good Gordon Heuckeroth
6. Earth, Wind & Fire Medley: Gerard Joling & Gordon Heuckeroth 
A.September 
B. Boogie wonderland
7. Wir Sind Die Holländer
8. All By Myself Gerard Joling
9. Tom Jones Medley: Rene Froger
A. Sexbomb 
B. She's a lady 
C. Green green grass of home 
D. (It looks like) I'll never fall in love again 
E. Delilah 
F. Love me tonight
10. LUV' Medley: Luv' 
A. Casanova 
B. Trojan Horse 
C. U.O.Me (waldolala) 
D. You're the greatest lover
11. Als Je Alles Hebt Gehad Gerard Joling & Gordon Heuckeroth
12. Toppers Medley 2006: 
A. Over de top! 
B. Liefde op het eerste gezicht 
C. In Dreams 
D. Never nooit meer 
E. Calling out your name (Ruby) 
F. Reach 
G. Sprakenloos 
H. Het is zo voorbij 
I. Nobody else

### Deel 2
1. Ouverture Nightflight to venus
2. Boney M Medley: De Toppers & Boney M 
A. Nightflight to venus 
B. Sunny 
C. Daddy cool 
D. Ma Baker 
E. Rivers of Babylon 
F. Rasputin
3. Mac Arthur Park Rene Froger & Gerard Joling
4. Robbie Williams medley: Rene Froger 
A. Millennium 
B. Supreme 
C. Let me entertain you 
D. Feel 
E. Angels
5. Gordon Medley: Gordon Heuckeroth 
A. Blijf je vannacht bij mij 
B. Kijk niet meer om
6. I Am What I Am Gerard Joling
7. Willy & Willeke Alberti Medley: 
A. Droomland 
B. Spiegelbeeld 
C. Niemand laat zijn eigen kind alleen 
D. De glimlach van een kind
8. I'm So Excited
9. Bloed, Zweet & Tranen Rene Froger
10. Jim Medley: Jim Bakkum
A. Crazy Little Thing Called Love 
B. Dapper en sterk
11. Favourites Disco Medley: De Toppers, Ellen, Floortje & Jim 
A. Everybody's free 
B. Disco inferno 
C. Touch me there 
D. Why tell me why 
E. Sing hallelujah 
F. Lost in music 
G. We are family 
H. That's the way (I like it) 
I. Celebration
12. Rondje Feest Medley: 
A. Het vrolijke kosterlied 
B. De bostella 
C. Kleine jodeljongen
13. Songfestival Medley 2006: 
A. Eres tu 
B. Power to all our friends 
C. Congratulations 
D. Save your kisses for me 
E. What's another year 
F. Take me to your heaven 
G. Diggy-loo-diggy-lee 
H. Hallelujah
14. TOEGIFT: Toppers 2005 Medley: 
A. Love is in your eyes 
B. Woman, woman 
C. Just say hello 
D. Ik bel je zomaar even op 
E. Ik hou van jou 
F. Kon ik maar even bij je zijn 
G. Ticket to the tropics 
H. Zing met me mee

## Hitnotering

### Album Top 100
| Hitnotering: 08-07-2006 t/m 18-11-2006 02-12-2006 t/m 30-12-2006 17-02-2007 | Hitnotering: 08-07-2006 t/m 18-11-2006 02-12-2006 t/m 30-12-2006 17-02-2007 | Hitnotering: 08-07-2006 t/m 18-11-2006 02-12-2006 t/m 30-12-2006 17-02-2007 | Hitnotering: 08-07-2006 t/m 18-11-2006 02-12-2006 t/m 30-12-2006 17-02-2007 | Hitnotering: 08-07-2006 t/m 18-11-2006 02-12-2006 t/m 30-12-2006 17-02-2007 | Hitnotering: 08-07-2006 t/m 18-11-2006 02-12-2006 t/m 30-12-2006 17-02-2007 | Hitnotering: 08-07-2006 t/m 18-11-2006 02-12-2006 t/m 30-12-2006 17-02-2007 | Hitnotering: 08-07-2006 t/m 18-11-2006 02-12-2006 t/m 30-12-2006 17-02-2007 | Hitnotering: 08-07-2006 t/m 18-11-2006 02-12-2006 t/m 30-12-2006 17-02-2007 | Hitnotering: 08-07-2006 t/m 18-11-2006 02-12-2006 t/m 30-12-2006 17-02-2007 | Hitnotering: 08-07-2006 t/m 18-11-2006 02-12-2006 t/m 30-12-2006 17-02-2007 | Hitnotering: 08-07-2006 t/m 18-11-2006 02-12-2006 t/m 30-12-2006 17-02-2007 | Hitnotering: 08-07-2006 t/m 18-11-2006 02-12-2006 t/m 30-12-2006 17-02-2007 | Hitnotering: 08-07-2006 t/m 18-11-2006 02-12-2006 t/m 30-12-2006 17-02-2007 | Hitnotering: 08-07-2006 t/m 18-11-2006 02-12-2006 t/m 30-12-2006 17-02-2007 | Hitnotering: 08-07-2006 t/m 18-11-2006 02-12-2006 t/m 30-12-2006 17-02-2007 | Hitnotering: 08-07-2006 t/m 18-11-2006 02-12-2006 t/m 30-12-2006 17-02-2007 | Hitnotering: 08-07-2006 t/m 18-11-2006 02-12-2006 t/m 30-12-2006 17-02-2007 | Hitnotering: 08-07-2006 t/m 18-11-2006 02-12-2006 t/m 30-12-2006 17-02-2007 | Hitnotering: 08-07-2006 t/m 18-11-2006 02-12-2006 t/m 30-12-2006 17-02-2007 | Hitnotering: 08-07-2006 t/m 18-11-2006 02-12-2006 t/m 30-12-2006 17-02-2007 | Hitnotering: 08-07-2006 t/m 18-11-2006 02-12-2006 t/m 30-12-2006 17-02-2007 | Hitnotering: 08-07-2006 t/m 18-11-2006 02-12-2006 t/m 30-12-2006 17-02-2007 | Hitnotering: 08-07-2006 t/m 18-11-2006 02-12-2006 t/m 30-12-2006 17-02-2007 | Hitnotering: 08-07-2006 t/m 18-11-2006 02-12-2006 t/m 30-12-2006 17-02-2007 | Hitnotering: 08-07-2006 t/m 18-11-2006 02-12-2006 t/m 30-12-2006 17-02-2007 | Hitnotering: 08-07-2006 t/m 18-11-2006 02-12-2006 t/m 30-12-2006 17-02-2007 | Hitnotering: 08-07-2006 t/m 18-11-2006 02-12-2006 t/m 30-12-2006 17-02-2007 | Hitnotering: 08-07-2006 t/m 18-11-2006 02-12-2006 t/m 30-12-2006 17-02-2007 |
| Week                                                                        | 1                                                                           | 2                                                                           | 3                                                                           | 4                                                                           | 5                                                                           | 6                                                                           | 7                                                                           | 8                                                                           | 9                                                                           | 10                                                                          | 11                                                                          | 12                                                                          | 13                                                                          | 14                                                                          | 15                                                                          | 16                                                                          | 17                                                                          | 18                                                                          | 19                                                                          | 20                                                                          |                                                                             | 21                                                                          | 22                                                                          | 23                                                                          | 24                                                                          | 25                                                                          |                                                                             | 26                                                                          |
| --------------------------------------------------------------------------- | --------------------------------------------------------------------------- | --------------------------------------------------------------------------- | --------------------------------------------------------------------------- | --------------------------------------------------------------------------- | --------------------------------------------------------------------------- | --------------------------------------------------------------------------- | --------------------------------------------------------------------------- | --------------------------------------------------------------------------- | --------------------------------------------------------------------------- | --------------------------------------------------------------------------- | --------------------------------------------------------------------------- | --------------------------------------------------------------------------- | --------------------------------------------------------------------------- | --------------------------------------------------------------------------- | --------------------------------------------------------------------------- | --------------------------------------------------------------------------- | --------------------------------------------------------------------------- | --------------------------------------------------------------------------- | --------------------------------------------------------------------------- | --------------------------------------------------------------------------- | --------------------------------------------------------------------------- | --------------------------------------------------------------------------- | --------------------------------------------------------------------------- | --------------------------------------------------------------------------- | --------------------------------------------------------------------------- | --------------------------------------------------------------------------- | --------------------------------------------------------------------------- | --------------------------------------------------------------------------- |
| Nummer                                                                      | 3                                                                           | 3                                                                           | 2                                                                           | 2                                                                           | 6                                                                           | 6                                                                           | 7                                                                           | 13                                                                          | 11                                                                          | 15                                                                          | 27                                                                          | 31                                                                          | 38                                                                          | 55                                                                          | 60                                                                          | 52                                                                          | 62                                                                          | 92                                                                          | 98                                                                          | 98                                                                          | uit                                                                         | 89                                                                          | 78                                                                          | 68                                                                          | 52                                                                          | 65                                                                          | uit                                                                         | 100                                                                         |

### Music Dvd Top 30
| Nummer | 1  | 2  | 2  | 3  | 3  | 4  | 5  | 4  | 4  | 5  |     |
| Week   | 11 | 12 | 13 | 14 | 15 | 16 | 17 | 18 | 19 | 20 |     |
| Nummer | 3  | 9  | 11 | 5  | 5  | 4  | 4  | 4  | 5  | 7  |     |
| Week   | 21 | 22 | 23 | 24 | 25 | 26 | 27 | 28 | 29 | 30 |     |
| Nummer | 9  | 9  | 13 | 10 | 6  | 10 | 8  | 3  | 1  | 2  |     |
| Week   | 31 | 32 | 33 | 34 | 35 | 36 | 37 | 38 | 39 | 40 |     |
| Nummer | 2  | 2  | 3  | 2  | 3  | 2  | 2  | 2  | 1  | 1  | uit |